# Leland Palmer
Leland Palmer è un personaggio immaginario della serie televisiva statunitense I segreti di Twin Peaks, creata da Mark Frost e David Lynch.
Leland è l'avvocato di Benjamin Horne, nonché uno dei cittadini più noti e rispettati di Twin Peaks. Dopo l'omicidio della sua unica figlia, Laura, il suo apparente idillio familiare viene rotto e Leland ha un crollo psicologico.
È interpretato da Ray Wise e doppiato da Pino Colizzi nelle prime due stagioni e nel film prequel Fuoco cammina con me.

## Profilo
Leland e la sua famiglia, la moglie Sarah e la figlia Laura, sono molto conosciuti nella piccola città di Twin Peaks, e unanimemente ritenuti l'immagine della "famiglia perfetta". Rappresentato come un uomo buono, allegro e benevolo, Leland nutriva un grande affetto per la figlia quando questa era in vita e, sebbene in alcuni casi tendesse ad essere con lei molto severo, la considerava la cosa più preziosa da lui posseduta, motivo per il quale quando a seguito del misterioso e brutale omicidio della figlia, la lucidità mentale di Leland comincia a venir meno, tanto che lo si vede costantemente piangere e ballare come in preda a degli spasmi. Sempre mosso da rabbia e follia arriva a uccidere Jacques Renault introducendosi nella sua stanza d'ospedale di notte dopo che questi viene arrestato con l'accusa di omicidio nei confronti della liceale.
A seguito di tale evento i capelli di Leland diventano completamente bianchi ed incomincia a vestire abiti scuri, ballare e cantare allegramente canzoni degli anni quaranta e cinquanta; ovvero: Mairzy Doats, Get Happy, Getting to Know You, Singin' in the Rain e The Surrey with the Fringe on Top. Proprio tali bizzarri comportamenti di Leland portano l'agente Cooper a intuire il significato delle criptiche movenze del Nano nel suo sogno, e a metà della seconda stagione, nonostante fosse intenzione degli autori tenerlo segreto fino alla fine, l'avvocato viene smascherato quale ospite dello spirito della Loggia Nera BOB, nonché assassino della sua stessa figlia Laura. Dal momento che i copioni non venivano forniti agli attori fino al giorno precedente le riprese al fine di mantenere il segreto di chi fosse l'assassino anche tra i membri del cast, lo stesso Ray Wise, al tempo da poco divenuto padre, ne rimase molto scosso in quanto a lungo aveva sperato che la parte non toccasse al suo personaggio.

## Biografia

### Antefatti
Leland Palmer nacque a Twin Peaks, Washington, il 26 febbraio 1944. Proveniente da una famiglia medio-borghese, da bambino, durante le vacanze nella casa al mare, conobbe un misterioso vicino di nome BOB, che lo impauriva enormemente e che in realtà era un'entità diabolica che cominciò ad impossessarsi della sua anima sempre più di frequente senza che lui lo sapesse.
Crescendo Leland si laurea in legge presso la University of Washington Law School, diviene l'avvocato di Benjamin Horne, sposa una donna di nome Sarah e, nel 1971 ha da lei una figlia: Laura.
Lo spirito residente nella sua anima fece sì tuttavia che l'uomo molestasse e violentasse la sua stessa figlia fin dalla prima adolescenza.

### Omicidi
BOB, sempre impossessandosi di Leland a sua insaputa, fece sì che tradisse la moglie con la giovane Teresa Banks durante i suoi viaggi d'affari a Deer Meadow, per poi assassinarla brutalmente e mettere la lettera "T" sotto l'unghia della sua mano sinistra.
Col passare del tempo i segni di questa costante possessione si fecero sempre più chiari, tanto che Laura scoprì l'identità del suo violentatore e, la sera del 23 febbraio 1989, per sbollire lo shock partecipò ad un'orgia con Leo Johnson, Jacques Renault e Ronette Pulaski. Leland/BOB tuttavia, mise fine all'attività del gruppo irrompendo nell'abitazione e mettendo in fuga i due uomini per poi rapire e torturare le ragazze con l'intento di possedere Laura.
L'intervento di MIKE tuttavia fece fuggire Ronette e permise a Laura di indossare l'anello di Teresa Banks impedendo dunque che BOB entrasse dentro di lei. Furibondo lo spirito colpì ripetutamente la giovane fino ad ucciderla, dopodiché inserì sotto l'unghia della sua mano sinistra la lettera "R" e la gettò nel fiume dopo aver avvolto il suo corpo nella plastica. Dopodiché Leland/BOB si diresse al Glastonbury Grove, attraverso il quale entrò nella Loggia Nera. Qui BOB sottrasse a Leland tutto il dolore che aveva provato nell'uccidere sua figlia, e lo consegnò sotto forma di Garmonbozia al Nano.

### NeI segreti di Twin Peaks
Dopo che il mattino del 24 febbraio 1989 Pete Martell rinviene il cadavere di Laura Palmer e l'FBI manda l'agente speciale Dale Cooper ad indagare sul delitto, Leland viene chiamato per identificarne il corpo, evento a seguito del quale ha un profondo crollo nervoso che porta sua moglie Sarah a chiamare loro nipote Maddy Ferguson, impressionantemente simile alla defunta figlia, per aiutarli a superare lo shock. Effettivamente, l'arrivo della ragazza aiuta Leland ad accettare e superare la morte della figlia.
La sera prima che Maddy parta per fare ritorno a casa sua in Missoula, Montana, Leland, sempre posseduto da BOB, la uccide a sangue freddo per poi spogliarla ed inserirle sotto l'unghia della mano sinistra la lettera "O". Nel momento in cui il cadavere della nipote emerge, le indagini di Cooper arrivano brevemente ad una conclusione smascherando Leland come assassino, fatto che lo porta all'arresto e alla confessione di BOB. Rimasto solo in cella, lo spirito uccide il suo corpo ospite, ormai vecchio, facendogli sbattere ripetutamente la testa contro il muro con grande violenza.
Un attimo prima di morire, Leland viene raggiunto dall'agente Cooper, lo sceriffo Truman, l'agente Rosenfield e Hawk, ricorda i crimini commessi sotto il controllo di BOB ed ha il tempo di pentirsi prima di morire e ricongiungersi alla sua amata figlia Laura.

### Post-Mortem
Nel finale della serie televisiva, quando Cooper entra nella Loggia Nera per salvare Annie dalle grinfie di Windom Earle, si imbatte nel doppelgänger di Leland, che ridendo afferma semplicemente: «Non ho mai ucciso nessuno!».
Dal momento che Cooper non è riuscito ad affrontare il suo doppio, egli è intrappolato nella Loggia Nera per 25 anni. Alla fine della sua permanenza all'interno della Loggia, Leland gli chiede di trovare Laura, da poco scomparsa in un vortice scatenatosi all'interno della Loggia Nera.